# 임중용
임중용(林重容, 1975년 4월 21일 ~ )은 대한민국의 전 축구 선수로서 포지션은 수비수였다. 인천의 공식 레전드이며 현재 인천 유나이티드 FC의 전력강화실장이다..

## 개요
서울상계초등학교, 재현중학교, 강동고등학교, 성균관대학교를 졸업하였다. 경기 내내 몸을 던지는 허슬 플레이로 인하여 '임장사'라는 별명이 붙었다. 인천 유나이티드 FC의 영원한 레전드이자 첫번째 레전드이다.

## 클럽 경력
대학교 졸업 후 1998년 실업 축구 팀 한일생명보험 축구단에 입단했지만 IMF 때문에 이 해를 끝으로 팀이 해체되자 1999년 연습생 신분으로 부산 아이콘스에서 데뷔하여 수비의 핵으로 인정받았으나, 2000년 팀에 김호곤 감독이 취임하면서 출전 시간이 줄어들었다. 결국 구단에 자신의 이적을 요청하였으나 거부당하였고, 결국 팀을 무단 이탈하여 부산 아이콘스 구단은 2001년 여름 그를 임의탈퇴 선수로 공시하고 방출하였다. 이후 1년 6개월간 무적 신분으로 지내다 2003년 팀에 이안 포터필드가 감독으로 취임하면서 임의탈퇴에서 풀려나 팀에 복귀하였으나, 공백 기간을 극복하지 못하여 주전 확보에 실패하였다.
결국 당시 신생 팀 대구 FC에 창단 멤버로 이적하였으나, 연봉 문제로 구단과 마찰을 빚게 되었다.
2004년 당시 신생 시민구단인 인천 유나이티드 FC의 창단 멤버로 다시 이적했다. 2005년 부산 아이파크와 K-리그 플레이오프 4강전 당시 시력 문제로 뛰기 힘든 상황인데도 출전하는 등 투혼을 보여 주며 2005년 K-리그 준우승에 공헌하였다. 2008년 전반기까지 주장을 역임하다가 하반기부터 노종건에게 주장직을 넘겨주었고, 2009년 이준영으로 변경되었지만 이준영이 부상으로 전력에서 이탈하자 다시 주장직을 이어받아 수행했다. 2011년 10월 30일 인천문학경기장에서 열린 상주 상무전을 끝으로 현역에서 물러났다.

## 지도자 경력
2011년에는 플레잉 코치로 활동하였으며, 2012년부터 2013년 6월까지 SV 베르더 브레멘에서 지도자 연수를 거쳐 2013년 7월부터 인천 유나이티드 U-18 코치를 맡았고 2016년까지 인천 유나이티드의 유스팀인 대건고등학교 축구부 감독을 맡았다. 2017년부터 2020년까지 인천 유나이티드 FC 코치를 맡았으며, 간간이 감독 대행도 맡았다.
2020년 시즌 중 임완섭이 성적 부진으로 사퇴하자 인천 유나이티드 FC의 감독 대행을 잠시 맡았고, 조성환이 신임 감독으로 선임되자 코치진에서 물러나 인천의 프런트로 이동했다.
2022년 3월부터 시작하는 P급 자격 강습회 명단에 오르며 공오균, 주승진 등과 함께 참가했다.

## 그 외
2005년 인천 유나이티드 FC에 대한 다큐멘터리 영화인 《비상》에 출연하였다.
2006년 12월, CF모델 고진영(레이싱 모델과는 동명이인)과 결혼하여 2008년 7월 쌍둥이가 태어났다.

## 수상 내역

### 클럽

#### 부산 아이콘스
- K리그 준우승: 1999
- 아디다스 컵 준우승: 2001
- 대한화재 컵 준우승: 1999

#### 인천 유나이티드 FC
- K리그 준우승: 2005

### 개인
- K리그 베스트 11: 2005